# 43.º governo da Monarquia Constitucional
O 43.º governo da Monarquia Constitucional, também conhecido como a primeira fase do 7.º governo do Rotativismo, e do 20.º desde a Regeneração, nomeado a 13 de outubro de 1890 e exonerado a 21 de maio de 1891, foi presidido por João Crisóstomo. 
A sua constituição era a seguinte:
| Cargo                                                                                 | Detentor | Detentor                                   | Período                                        |
| ------------------------------------------------------------------------------------- | -------- | ------------------------------------------ | ---------------------------------------------- |
| Presidente do Conselho de Ministros                                                   |          | João Crisóstomo (1811–1895)                | 13 de outubro de 1890 a 21 de maio de 1891     |
| Ministro e Secretário de Estado dos Negócios do Reino                                 |          | António Cândido (1850–1922)                | 13 de outubro de 1890 a 21 de maio de 1891     |
| Ministro e Secretário de Estado dos Negócios Eclesiásticos e de Justiça               |          | Emílio Brandão (1821–1909)                 | 13 de outubro de 1890 a 21 de maio de 1891     |
| Ministro e Secretário de Estado dos Negócios da Fazenda                               |          | José de Melo Gouveia (1815–1893)           | 13 de outubro de 1890 a 24 de novembro de 1890 |
| Ministro e Secretário de Estado dos Negócios da Fazenda                               |          | Augusto José da Cunha (1834–1919)          | 24 de novembro de 1890 a 21 de maio de 1891    |
| Ministro e Secretário de Estado dos Negócios da Guerra                                |          | João Crisóstomo (1811–1895)                | 13 de outubro de 1890 a 21 de maio de 1891     |
| Ministro e Secretário de Estado dos Negócios da Marinha e Ultramar                    |          | António Enes (1848–1901)                   | 13 de outubro de 1890 a 21 de maio de 1891     |
| Ministro e Secretário de Estado dos Negócios Estrangeiros                             |          | José Vicente Barbosa du Bocage (1823–1907) | 13 de outubro de 1890 a 21 de maio de 1891     |
| Ministro e Secretário de Estado dos Negócios das Obras Públicas, Comércio e Indústria |          | Tomás Ribeiro (1831–1901)                  | 13 de outubro de 1890 a 21 de maio de 1891     |
| Ministro e Secretário de Estado dos Negócios da Instrução Pública e Belas Artes       |          | António Cândido (interino) (1850–1922)     | 13 de outubro de 1890 a 21 de maio de 1891     |